# فاديم بكاتين
فاديم فيكتوروفيتش باكاتين (6 نوفمبر 1937 - 31 يوليو 2022)، هو سياسي روسي شغل منصب آخر رئيس للجنة أمن الدولة السوفيتية في عام 1991. ترشح لرئاسة روسيا كمرشح مستقل في يونيو 1991.

## حياته
ولد فاديم باكاتين في كيسيليفسك، في عام 1937. وهو خريج معهد الهندسة المدنية نوفوسيبيرسك وأكاديمية العلوم الاجتماعية في إطار اللجنة المركزية للحزب الشيوعي. حفيده أيضا يسمى فاديم بكاتين (من مواليد 24 يونيو 1998) هو لاعب كرة قدم دولي ويلعب لفريق نادي موناكو .

## وفاته
توفي باكاتين في 31 يوليو 2022 في مستشفى في موسكو، عن عمر يناهز 84 عامًا 

## روابط خارجية
- ملف تعريف NUPI